# Benerib
Benerib (Bnr jb, "dolça [bene] de cor [ib]") va ser una reina egípcia de la I Dinastia.
| ib | M32 |

| ib | M32 |

Benerib era esposa del faraó Hor-Aha, però no era la mare del seu hereu, Djer. La mare del rei Djer era Khenthap, una altra esposa de Hor-Aha. Es creu que Benerib era la dona d’Hor-Aha gràcies a uns ivoris trobats a la seva tomba a Abidos, els quals mostren el seu nom. El fragment d'una caixa d'ivori amb els noms d'Hor-Aha i Benerib també es va trobar a Abidos i avui es troba al Museu de Belles Arts de Boston.
No es coneixen els títols de Benerib, ni tampoc la identitat dels seus pares.
Benerib va ser enterrada a Umm el-Qa'ab, a la tomba B14.